# Crush fetish
Le terme de crush fetish désigne une attirance sexuelle et une paraphilie dans laquelle un individu est sexuellement attiré par l'écrasement d'objets, de nourriture, ou souvent de petits animaux (fréquemment les insectes), à l'aide d'une partie du corps, le plus fréquemment des pieds.

## Définition
Le terme de soft crush désigne aimer voir l'écrasement d'objets inanimés par les pieds des femmes, comme la nourriture, ou de petits invertébrés comme les escargots et arachnides, tandis que le terme de hard crush désigne l'écrasement d'animaux vertébrés plus imposants et plus sensibles à la douleur comme les reptiles, les oiseaux et les mammifères,. L'écrasement peut s'effectuer pieds nus ou avec le port de hauts talons ou de tongs, selon les préférences du fétichiste concerné. Les fétichistes adeptes du soft crush préfèrent généralement se différencier de ceux adeptes du hard crush, ces derniers donnant une mauvaise image de la communauté.
Il n'existe actuellement aucune loi connue concernant le crush fetish, mais la production ou l'échange de vidéos impliquant l'écrasement d'animaux vertébrés est fermement condamnée par les activistes des droits des animaux et illégale dans la plupart des pays comme les États-Unis et la Grande-Bretagne. Aux États-Unis, la vente de vidéos hard crush est illégale depuis 2010 et la plupart des autres pays les ont tout simplement bannies.

## Crush films
Les crush films sont des vidéos dans lesquelles des animaux sont piétinés,,. Jeff Vilencia est l'un des réalisateurs les mieux connus en matière de crush films, comme en témoigne son film Smush!. Vilencia, comme pour de nombreux autres fétichistes, éprouve l'attirance sexuelle de voir des animaux invertébrés être écrasés depuis sa jeunesse ; il explique que lorsqu'il était âgé de 2 à 3 ans, il tentait de se faire sciemment écraser par d'autres personnes.
La légalité des crush films varie selon les pays ; la distribution de telles vidéos s'effectue généralement sur Internet, et est souvent difficile à filtrer. Il n'existe aucune loi connue interdisant l'écrasement ou le piétinement d'êtres vivants invertébrés. Néanmoins, la production ou l'échange de vidéos impliquant des vertébrés est prohibées et illégale dans des pays comme les États-Unis.

## Démêlés judiciaires
Plusieurs cas de crush fetish impliquant des animaux vertébrés (hard crush) ont été identifiés dans le monde et devant les tribunaux. 
Aux Philippines, Dorma et Vicente Ridon, un couple âgé de 54 ans, sont condamnés devant la justice pour trafic d'êtres humains, cruauté envers les animaux, pédopornographie et violation de la protection des animaux sauvages.
Le 8 septembre 2015, une jeune femme de 24 ans originaire de Houston plaide coupable dans le cas d'une affaire de vidéos impliquant des animaux,.